# Івановка (Куюргазинський район)
Іва́новка (рос. Ивановка, башк. Ивановка) — присілок у складі Куюргазинського району Башкортостану, Росія. Входить до складу Шабагіської сільської ради.
До 10 вересня 2007 року присілок називався Івановський 4-й.
Населення — 107 осіб (2010; 63 в 2002).
Національний склад:
- росіяни — 43%